# Carles Porta i Gaset
Carles Porta i Gaset (Vila-sana, Pla d'Urgell, 19 de novembro de 1963) é um jornalista, produtor, diretor, roteirista e escritor catalão.
Nos últimos anos, foi alçado à fama devido ao sucesso de seu programa Crims, transmitido pel TV3 e pela Catalunya Ràdio, bem como por seus podcasts Tor, tretze cases i tres morts e El segrest, emitidos pela Catalunya Ràdio. Entre suas obras dignas de nota, também estão seus livros Tor, tretze cases i tres morts (2005) e Li deien pare (2016).

## Trajetória
Como jornalista, deu seus primeiros passos no jornal Segre. Em 1990, entrou para TV3, onde trabalhou, primeiramente, na equipe local de Lleida. Em seguida, atuou nos serviços informativos centrais, bem como no programa 30 Minuts. Integrou as equipes de enviados especiais em diferentes conflitos bélicos, tais como os da Bósnia, da Ruanda, do Kosovo e do Oriente Médio, entre outros. Ainda no mesmo canal, criou e dirigiu o programa Efecte Mirall.
Em 2005, irrompeu no panorama literário catalão com o livro Tor, tretze cases i tres morts, publicado pela editora La Campana. Seja no que diz respeito à crítica especializada, que chegou a chamá-lo de «Truman Capote catalão», seja no tocante ao público leitor, Tor se tornou um verdadeiro fenômeno, tendo vendido mais de 50 mil exemplares e contando com traduções para o espanhol e para o alemão. No panorama nacional, é considerado um livro de referência no campo da não ficção, bem como do jornalismo literário ou narrativo.
Entre 2010 e 2016, publicou o romance El club dels perfectes, que recebeu o prêmio Pere Quart de humor e sátira, Fago. Si et diuen que el teu germà és un assassí, distinguido com o prêmio Huertas Clavería, e, em 2016, com títulos como L'amic president e Li deien pare, detentor do prêmio Godó de Jornalismo. Em 2017, publicou um segundo romance juvenil, El dia que vaig marxar.
No ensejo da produtora Antàrtida, Porta fez programas como Picalletres e Bocamoll e inúmeras reportagens. Participou como produtor, roteirista e diretor do longa-metragem Segon origen, inspirado no livro Mecanoscrit del segon origen, de Manuel de Pedrolo. Originalmente, o projeto deveria ter sido dirigido por Bigas Luna, falecido pouco antes do início das gravações. Também dirigiu a série de ficção documental histórica Comtes, l'origen de Catalunya.
Porta também se tornou uma referência no mundo do podcast. Começou com a série Le llamaban padre, publicado pela Podiumpodcast, seguindo com Tor, tretze cases i tres morts, Crims e El segrest para a Catalunya Ràdio. Em junho de 2018, o podcast Tor, tretze cases i tres morts registrou mais de 288.000 reproduções on-line em pouco mais de dois meses. Seu último programa neste formato foi El segrest, em que narrou, ao longo de 25 episódios com sonoplastia imersiva, a história do sequestro de Maria Àngels Feliu, uma farmacêutica de Olot. O podcast teve 500.000 downloads em um mês.
O atual sucesso do programa Crims, lançado em 2018, com cinco temporadas na Catalunya Ràdio e três na TV3, voltou a evidenciar a aceitação e entusiasmo do público pela maneira de Carles Porta de contar histórias. Em cada um dos casos reais da versão televisiva de Crims, percebe-se o estilo narrativo e a marca de Porta, que dirige, narra e apresenta aos espectadores os labirintos de cada história. Fruto do sucesso do programa, Porta publicou um livro da série pela editora La Campana.
Em março de 2021, retomou a história do sequestro de  Maria Àngels Feliu em seu livro La farmacèutica através de uma história mais madura e detalhada em comparação com o podcast. Em maio de 2021, lançou um novo programa no formato podcast na plataforma Audible, da Amazon, intitulado ¿Por qué matamos?. Contando com a colaboração de Luis Tosar, o podcast já conta com duas temporadas e apresenta crimes inéditos. O programa Crims teve também duas temporadas publicadas pela plataforma Movistar+ com o título alternativo Crímenes.
Em outubro de 2021, o programa Crims da Catalunya Ràdio recebeu o prêmio Ondas de melhor programa de rádio. No mesmo ano, o programa também ganhou o Prêmio Nacional de Comunicação. Em 2022, recebeu os prêmios Zapping de Melhor programa de entretenimento e Melhor apresentador.
Em 2022, Porta publicou o livro Crims. Llum a la foscor, novamente em edições em catalão e em espanhol. A obra consiste em uma compilação de casos relatados nos programas de televisão e de rádio homônimos, contanto também com casos inéditos.
Nos anos mais recentes, tem conduzido seus projetos audiovisuais e radiofônicos com a equipe da empresa TRUE CRIME FACTORY, especializada em crimes reais, bem como com a produtora Goroka.

## Tor
Entre seus trabalhos, destacam-se em termos de popularidade aqueles que se recontam a história de Tor, um pequeno povoado do município de Alins, na região dos Pirenéus Catalães, onde teve lugar uma série de crimes relacionados à posse de uma montanha. Primeramente, Porta fez uma reportagem a respeito do tema para o programa 30 minuts,. Viu-se, porém, imediatamente envolto pelos acontecimentos e continuou investigando-os. Conheceu pessoalmente muitos dos protagonistas dos fatos e recolheu informações suficientes para escrever a narração literária Tor: tretze cases i tres morts, com grande repercussão comercial. No ano de 2017, Porta declarou ter acumulado muito mais informações relacionadas ao caso, com as quais teria conseguido descobrir finalmente a identidade do assassino de Josep Montané. O nome do autor do crime, porém, nunca foi revelado.
Em 2024, estreou na TV3 uma série documental de oito capítulos de título Tor, lançando nova luz sobre os acontecidos a partir de imagens e testemunhos recolhidos ao longo de quase 30 anos. A série alcançou grandes índices de audiência em sua exibição televisiva e digital.

### Jornalismo literário
- 2005: Tor. Tretze cases i tres morts (La Campana)
- 2012: Fago. Si et diuen que el teu germà és un assassí (La Campana)
- 2016: Li deien pare (Pòrtic)
- 2020: Crims. Tot el que llegireu és real[a] (La Campana).[9]
- 2021: La farmacèutica. 496 dies segrestada (La Campana)
- 2022: Crims. Llum a la foscor (La Campana)
- 2022: Crims. La noia de Portbou (La Campana)
- 2023: Crims. Pecats Capitals (La Campana)[10]
- 2024: Tor. Foc encès (La Campana)

### Romance juvenil
- 2010: El club dels perfectes (La Campana)
- 2017: El dia que vaig marxar (Fanbooks)

### Não ficção
- 2016: L'amic president (La Campana)

## Filmografia
- 1999: La força del vi, documentário sobre a comarca de Priorat, diretor, 30 minuts, TV3.
- 2015: Segon origen, filme, diretor e produtor.
- 2017: Comtes, minissérie, diretor.
- 2019–atualidade: Crims, série, diretor, roteirista e produtor.
- 2023–atualidade: Luz en la oscuridad, série, diretor, roteirista e produtor.
- 2024: Tor, série documental, diretor.

## Prêmios e reconhecimentos
- 2010 - Prêmio Pere Quart de humor e sátira, por El club dels perfectes.[11]
- 2012 - Prêmio Huertas Claveria de jornalismo, por Fago[12]
- 2015 - Prêmio Godó de jornalismo, por Li deien pare[13]
- 2022 - Prêmio Zapping de Melhor apresentador pelo programa de televisão Crims[14][15]
- 2022 - Indicação ao prêmio Iris de Melhor direção, pelo programa de televisão Crims[16]